# Dillon Jones
Dillon Keshaun Jones, född 29 oktober 2001 i Columbia i South Carolina, är en amerikansk professionell basketspelare (SF) som spelar för Washington Wizards i National Basketball Association (NBA). Han har tidigare spelat för Oklahoma City Thunder.
Jones draftades av Washington Wizards i första rundan i 2024 års draft som 26:e spelare totalt.
Innan han blev proffs studerade Jones vid Weber State University och spelade för deras idrottsförening Weber State Wildcats.